# Katherine (Austrália)
Katherine é uma cidade australiana do Território do Norte, situada no Top End, às margens do Rio Katherine, 320 km ao sudeste de Darwin. Sua população, segundo o Censo Australiano de 2011, é de pouco mais de 6 000 habitantes.

## História
Em 4 de julho de 1862, o explorador escocês John McDouall Stuart, em uma expedição através da Austrália, atravessou um rio no interior do atual Território do Norte, o qual chamou de Katherine em homenagem a Catherine Chambers, filha do criador de gado e seu financiador, James Chambers. A povoação de Katherine surgiu apenas em 1872, com a criação da Estação Telegráfica de Katherine. Inicialmente, contudo, a cidade se formou a oeste do rio, beneficiada também pela exploração de ouro, especialmente na mina Mount Todd, localizada 50 km ao norte e descoberta em 1889.
Entre 1913 e 1917, a North Australia Railway (Estrada de Ferro do Norte da Austrália) foi prolongada até o rio Katherine, atraindo diversas pessoas para as margens da ferrovia. Em 1923, foi iniciada a construção de uma ponte ferroviária sobre o rio, na intenção de prolongar a estrada de ferro para sul, além de Katherine. Nessa época, o núcleo urbano se transferiu para o lado leste do rio, já que supunha-se que essa área fosse menos propensa a inundações em épocas de cheias. Com a conclusão e inauguração da ponte, em 1926, a localização atual da cidade foi oficializada em 15 de julho, exatamente na região que, teoricamente, tinha menos chance de ser alagada. A cidade experimentou um crescimento acelerado até 1930, quando a construção da estrada de ferro foi suspensa devido à Grande Depressão.
Durante a Segunda Guerra Mundial, o Exército Australiano construiu dois hospitais na região de Katherine, além de também ter erguido uma base militar naquela região. Em 22 de março de 1942, a cidade sofreu um ataque aéreo por parte do Japão, deixando um homem morto.
Ainda que os primeiros habitantes de Katherine tenham se mudado para o lado leste do rio porque este era menos propenso a inundações, a cidade tem uma série de alagamentos em sua história. O nível do rio subiu e causou o alagamento da cidade em 1957 e 1974. Também em 1998, exatamente no dia 26 de janeiro, o Australia Day (Dia Nacional da Austrália), a cidade sofreu com uma séria inundação, que chegou a ser declarada um desastre nacional. A mesma foi causada pela passagem do Ciclone Tropical Les, que trouxe, em apenas 48 horas, entre 300 e 400 mm de chuvas, provocando a elevação do nível do rio Katherine a mais de 20 metros e inundando a cidade e áreas no entorno. Dois terços da comunidade tiveram de ser evacuados, já que a área alagada era de 1 000 km², cobrindo mais de mil residências e causando danos, também, aos negócios da cidade e às edificações administrativas.

## Geografia

### Clima
A cidade de Katherine possui um clima tropical com estação seca (Aw na classificação climática de Köppen-Geiger), possuindo, portanto, distintas estações seca e úmida. A estação úmida ocorre durante o verão, nos meses de janeiro a março, quando há a precipitação da maior parte dos 1 100 mm de chuva médios anuais. As temperaturas, em média, variam de 25 a 35 °C, contudo, podem alcançar os 40 °C entre novembro e dezembro, meses de alta umidade, e também podem se apresentar abaixo dos 10 °C durante as noites do inverno seco.
| Dados climatológicos para Katherine     | Dados climatológicos para Katherine | Dados climatológicos para Katherine | Dados climatológicos para Katherine | Dados climatológicos para Katherine | Dados climatológicos para Katherine | Dados climatológicos para Katherine | Dados climatológicos para Katherine | Dados climatológicos para Katherine | Dados climatológicos para Katherine | Dados climatológicos para Katherine | Dados climatológicos para Katherine | Dados climatológicos para Katherine | Dados climatológicos para Katherine |
| Mês                                     | Jan                                 | Fev                                 | Mar                                 | Abr                                 | Mai                                 | Jun                                 | Jul                                 | Ago                                 | Set                                 | Out                                 | Nov                                 | Dez                                 | Ano                                 |
| --------------------------------------- | ----------------------------------- | ----------------------------------- | ----------------------------------- | ----------------------------------- | ----------------------------------- | ----------------------------------- | ----------------------------------- | ----------------------------------- | ----------------------------------- | ----------------------------------- | ----------------------------------- | ----------------------------------- | ----------------------------------- |
| Temperatura máxima recorde (°C)         | 40,9                                | 39,0                                | 39,8                                | 38,3                                | 36,5                                | 36,1                                | 36,0                                | 37,7                                | 40,5                                | 41,6                                | 43,1                                | 41,5                                | 43,1                                |
| Temperatura máxima média (°C)           | 34,6                                | 33,9                                | 34,2                                | 34,0                                | 32,1                                | 30,1                                | 30,4                                | 32,3                                | 35,8                                | 37,7                                | 37,4                                | 35,9                                | 34,0                                |
| Temperatura mínima média (°C)           | 24,2                                | 23,9                                | 23,1                                | 20,8                                | 16,8                                | 13,8                                | 13,0                                | 14,6                                | 20,1                                | 23,7                                | 24,6                                | 24,5                                | 20,3                                |
| Temperatura mínima recorde (°C)         | 19,0                                | 18,7                                | 15,5                                | 9,8                                 | 6,3                                 | 3,8                                 | 4,2                                 | 4,0                                 | 8,2                                 | 13,3                                | 14,5                                | 19,3                                | 3,8                                 |
| Precipitação (mm)                       | 261,9                               | 243,7                               | 207,3                               | 45,9                                | 5,1                                 | 0,4                                 | 1,1                                 | 1,7                                 | 6,8                                 | 33,2                                | 88,0                                | 223,9                               | 1 141,0                             |
| Dias com chuva                          | 17,4                                | 17,2                                | 13,7                                | 3,8                                 | 0,9                                 | 0,3                                 | 0,1                                 | 0,2                                 | 0,8                                 | 3,8                                 | 9,3                                 | 15,2                                | 82,7                                |
| Dias de sol                             | 1,9                                 | 1,7                                 | 5,4                                 | 10,1                                | 17,5                                | 19,6                                | 22,2                                | 23,3                                | 18,1                                | 13,0                                | 5,3                                 | 2,7                                 | 140,8                               |
| Fonte: Australian Bureau of Meteorology |                                     |                                     |                                     |                                     |                                     |                                     |                                     |                                     |                                     |                                     |                                     |                                     |                                     |

## Demografia
Em 2011, segundo o censo realizado pelo Australian Bureau of Statistics (Agência Australiana de Estatísticas), a população de Katherine era de 6 094 pessoas, sendo 3 020 homens e 3 074 mulheres, num total de 1 375 famílias, com média de dois filhos cada uma. A média de idade da população é de 31 anos, sendo que 24,4% da população são formados por jovens de 0 a 14 anos, enquanto os adultos compõem 69,2% e os idosos (65 anos ou mais) formam 6,4%.